# Marcus Fåglum Karlsson
Marcus Fåglum Karlsson, född 20 juli 1994 i Falköping, är en svensk tävlingscyklist, ursprungligen tillhörande Falköpings Cykelklubb.
Redan som ungdomscyklist visade Fåglum framfötterna och erövrade bland annat fyra raka USM-guld i lagtempo 2007-2010.
Som förstaårsjunior 2011 har framgångarna fortsatt med tre JSM-guld och en fjärdeplats i tempoloppet vid junior-VM i Köpenhamn.
Marcus morfar Sture Fåglum Pettersson var en av de legendariska Fåglumbröderna och fadern Jan Karlsson tog ett lagtempobrons i Olympiska sommarspelen 1988.

## Meriter
2011
 Svensk juniormästare i linjelopp
 Svensk juniormästare i tempolopp
4:a i tempolopp vid junior-VM
2012
 Svensk juniormästare i tempolopp
2:a i linjelopp vid svenska juniormästerskapen
5:a i tempolopp vid junior-EM
7:a i linjelopp vid junior-EM
2013
Vinnare av Svanesunds 3-dagars
Vinnare etapp 1 och 3
2:a i Östgötaloppet
2014
Vinnare av Svanesunds 3-dagars
Vinnare etapp 3
3:a i linjelopp vid svenska mästerskapen
3:a i tempolopp vid svenska mästerskapen
2016
3:a i Ringerike Grand Prix
2017
Vinnare av Östgötaloppet
7:a totalt i International Tour of Rhodes